# Guido Castillo
Romeo Guido Castillo Meirelles (Montevideo, 7 de agosto de 1922 - Barcelona, 29 de diciembre de 2010) fue un ensayista, profesor, periodista, y crítico literario uruguayo de gran participación en el Taller Torres García y que estuvo vinculado a la Generación del 45.

## Biografía
Si bien nació en Montevideo, a los veinte días de nacido se radicó en Salto, por lo que Guido Castillo se consideraba salteño. Siendo aún menor de edad dejó la casa familiar por desavenencias con su padre y se radicó en Montevideo. Tras unos años de bohemia en los que compartió vivienda con el artista Gonzalo Fonseca y frecuentó diversas tertulias literarias, enfocó su vida hacia la docencia. De formación autodidacta, ganó por concurso libre de oposición plaza de profesor de literatura y filosofía en Enseñanza Secundaria. Posteriormente ganó una cátedra en el Instituto de Profesores Artigas en la que compartió docencia con Carlos Real de Azua, Domingo Bordoli y José Díaz. Por último obtuvo la cátedra de literatura hispana en la Facultad de Humanidades. Era considerado por Real de Azua como una de las personalidades de más sustancial atractivo de la generación del 45. Recibió influencia del pensador español José Bergamin, de quien recibió clases directas en su pasaje por Uruguay.
Fue colaborador constante del maestro Joaquín Torres García en su Taller Torres García, editó junto a él la publicación Removedor que fuera el órgano oficial comunicador del taller y de la que fue su Director. También fue editor de la publicación Asir junto a Washington Lockhart, Domingo Luis Bordoli y Arturo Sergio Visca, revista literaria mensual, donde escribían valiosos escritores de la época. También colaboró con Entregas de la Licorne, de la que fue secretario de redacción, articulista y mano derecha de su creadora, la poetisa Susana Soca.
Fue jefe de cultura del Diario El País de Montevideo desde cuyas páginas escribió Apuntes Literarios para estudiantes y numerosas críticas teatrales. 
Desde el inicio de la televisión en Uruguay en 1957 dirigió y presentó diferentes programas culturales y periodísticos. Destacadas fueron sus entrevistas a escritores, músicos, artistas plásticos, en el programa Apuntes (Canal 10). Posteriormente fue director artístico de Canal 12 y presentador del programa periodístico cultural Telerama. 
Fue director para Uruguay de la Agencia EFE de España y produjo el programa Objetivo en Canal 12 presentado y dirigido por José Germán Araujo.

En 1973 se radicó en España, donde ejerció la docencia en diversos ciclos de verano de la Universidad Menéndez Pelayo, escribió artículos literarios en Cuadernos Hispanoamericanos, Mundo Hispánico, Nuevo Índice y otras revistas culturales. 
Junto a Antonio Larreta y su hijo Álvaro Castillo, también escritor, escribió numerosos guiones de la célebre serie de Televisión Española, Curro Jiménez.
Publicó numerosos libros tanto de literatura como de Arte: 30 dibujos constructivos (1952), Fausto (1962), Notas sobre Don Quijote (1970), Primer manifiesto del constructivismo (1976), Augusto Torres (1986), Eva: vida y obra de Eva Díaz Torres (1996)

## Obras

### Libros
- Notas sobre el Quijote (2005)
- Fausto de Goethe (1997)
- Augusto Torres (1986)
- Virgilio (1979)
- Garcilaso (1977)
- El primer manifiesto del constructivismo de Joaquín Torres García (1976)

### Artículos
- La poesía de Enrique Badosa. Cuadernos hispanoamericanos, ISSN 0011-250X, N.º 322-323, 1977, págs. 263-273
- La poesía última de Luis Rosales. Cuadernos hispanoamericanos, ISSN 0011-250X, N.º 299, 1975, págs. 453-465
- El misterioso Xavier Valcarce. Cuadernos hispanoamericanos, ISSN 0011-250X, N.º 304-307, 2, 1975-1976 (Ejemplar dedicado a: Homenaje a Manuel y Antonio Machado), págs. 1042-1049